# Lettisches Nationaltheater

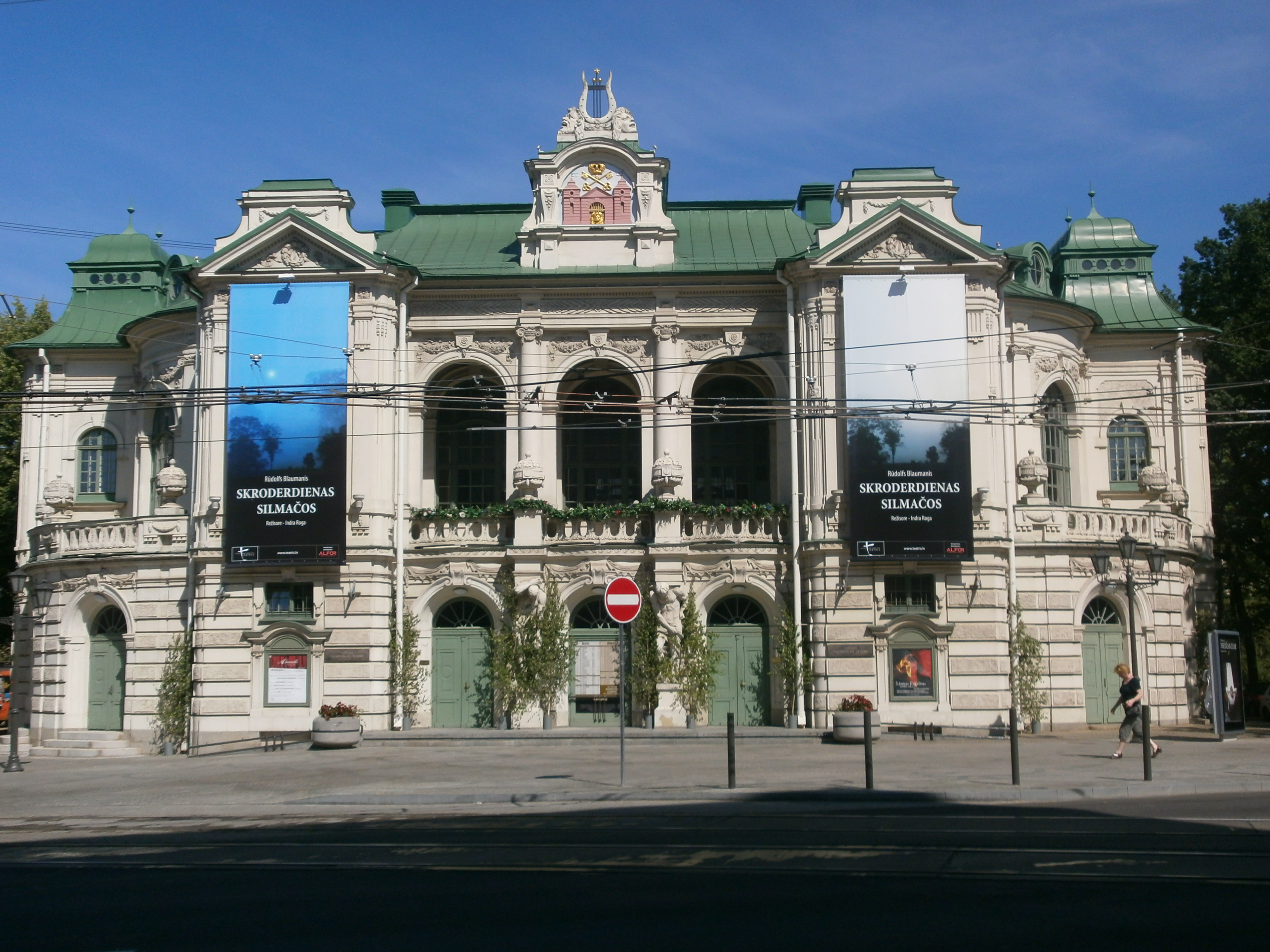
Außenansicht (2012)

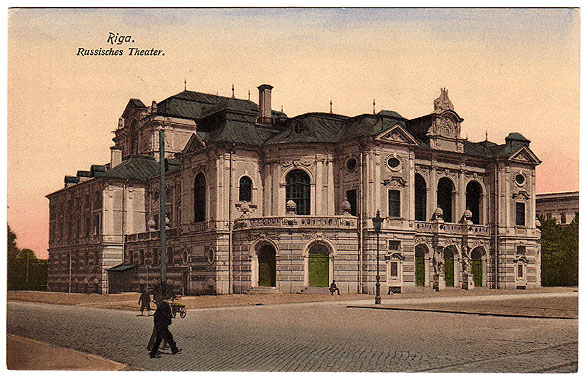
Historische Ansicht Anfang des 20. Jahrhunderts

Das Lettische Nationaltheater (Latvijas Nacionālais teātris) ist ein Theater in der lettischen Hauptstadt Riga.
Es wurde ursprünglich 1902 als 2. Rigaer Stadttheater gegründet und am 30. November 1919, ein Jahr nach der Unabhängigkeit Lettlands, zum Nationaltheater umgewandelt. Im Gebäude des Nationaltheaters wurde am 18. November 1918 die Unabhängigkeit Lettlands erklärt.
Bis 1917 wurde es auch Russisches Theater genannt, im Unterschied zum anderen Stadttheater in der heutigen Oper, dem sogenannten Deutschen Theater. Auf den zwei Bühnen (Großer Saal mit 850 Plätzen) werden vorwiegend Stücke lettischer und nordeuropäischer Autoren aufgeführt.

## Weblinks

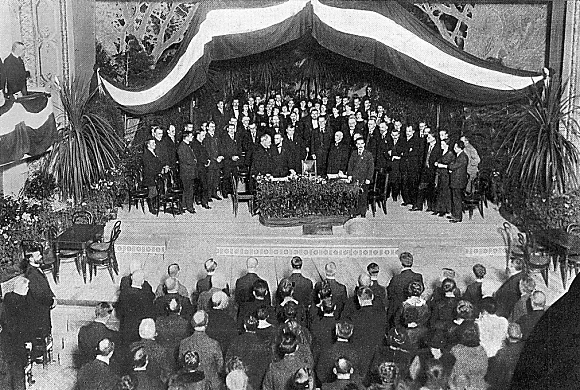
Unabhängigkeitserklärung der Republik Lettland 18. November 1918